# Observatorio Espacial Mundial - Ultravioleta
El Observatorio Espacial Mundial – Ultravioleta (WSO–UV), también conocido como Spektr-UF, es un telescopio espacial dedicado a observar el Universo en el rango Ultravioleta (UV). Es un proyecto internacional, liderado por Rusia, en colaboración con España y Japón.
WSO-UV (o Spektr-UF en ruso) forma parte del programa científico de la Roscosmos, siendo la tercera misión de la serie Spectrum (Spektr) del Programa Espacial Federal de Rusia después de Spektr-R (en órbita desde 2011) y Spektr-RG (en órbita desde 2019).

## Historia y evolución

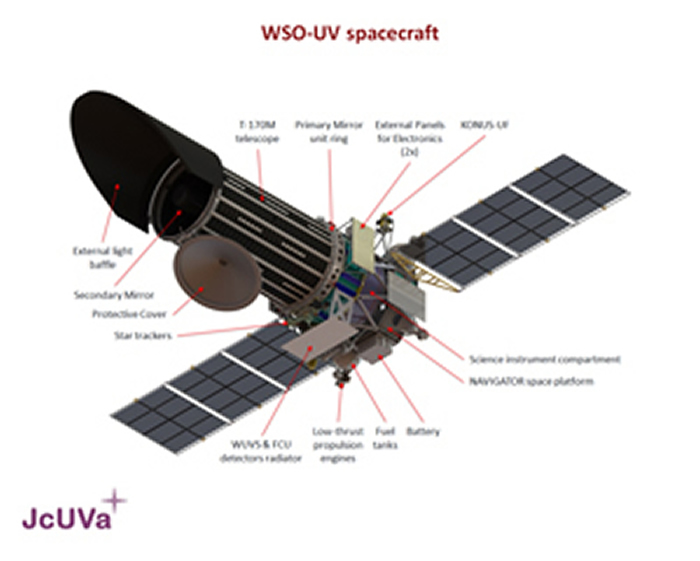
Telescopio espacial WSO-UV

El concepto del Observatorio Mundial Espacial Ultravioleta (WSO–UV - World Space Observatory Ultraviolet) se propuso en los años 90 del siglo XX durante los Talleres de la ONU/ESA sobre ciencia espacial básica. Su objetivo era promover una cooperación internacional en el campo de la Astronomía en el rango de frecuencia UV. El proyecto fue considerado inicialmente por ESA y ROSCOSMOS como un seguimiento de dos exitosos proyectos en el rango Ultravioleta, la misión IUE y la misión Astron.
El proyecto WSO–UV está siendo implementado actualmente como el observatorio Spektr-UF dentro de la serie Spectrum, como un proyecto internacional liderado por la Roscosmos.
La serie Spectrum (Spektr) de satélites fue ideada con el fin de conseguir desarrollar una misma plataforma estándar para diversos telescopios espaciales. Actualmente, la plataforma Navigator de NPO Lavochkin ha sido adoptada en las misiones Spektr-R, Spektr-RG, Spektr-UF y Spektr-M, así como en los satélites meteorológicos Elektro-L y Elektro-M.
En octubre de 2012, se completaron las pruebas de antenas para el telescopio espacial Spektr-UF. En julio de 2019, INASAN (Instituto de Astronomía de la Academia de Ciencias de Rusia) seleccionó los primeros siete experimentos que realizará el observatorio.
Después de varios retrasos en el proyecto, el lanzamiento está planeado para octubre de 2029 sobre un cohete Angara A5 lanzado desde el Cosmódromo de Vostochni, convirtiéndose en el primer observatorio ultravioleta de clase 2 m en volar hasta una Órbita Terrestre Alta (HEO).

## Países participantes
Spektr-UF / WSO-UV es un proyecto internacional liderado por la Roscosmos. La cooperación internacional incluye a Rusia (telescopio, satélite, instrumentación, instalaciones de lanzamiento y segmento terrestre), España (instrumentación, y segmento terrestre) y Japón (instrumento UVSPEX).
El Instituto de Astronomía de la Academia de Ciencias de Rusia (INASAN) lidera el desarrollo de la carga útil. La Universidad Complutense de Madrid (UCM) es la responsable científica de la contribución española.
Las instalaciones del Centro Conjunto de Astronomía Ultravioleta (JCUVA) en la Universidad Complutense de Madrid (UCM) albergan el Centro de Control Científico de la misión.
Alemania participó inicialmente en Spektr-UF / WSO-UV, y cuando Alemania abandonó el proyecto, el instrumento original alemán HIRDES fue reemplazado por el espectrógrafo WUVS.

## Telescopio

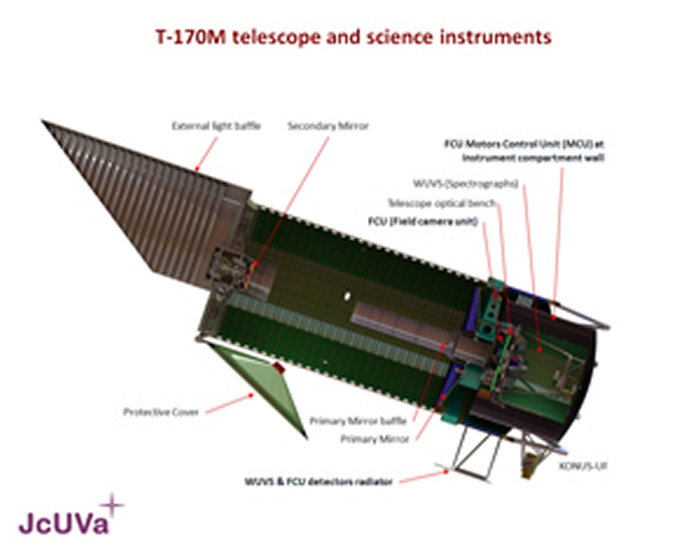
Telescopio WSO UV T-170M e instrumentos científicos

La carga útil científica consiste en un telescopio espacial primario de 170 cm, equipado con instrumentos para obtener imágenes y realizar espectroscopía ultravioleta en el rango de 115 a 315 nm, desde Lyman-alpha hasta el límite atmosférico.
El telescopio T-170M proporciona un campo de visión efectivo de 30 minutos de arco (150 mm de diámetro) en el plano focal del telescopio y la óptica está limitada por difracción a 200 nm. Las características principales del T-170M se resumen en la tabla a continuación. El sistema óptico es cerrado ortoscópico; la distorsión máxima de la imagen es sólo de aproximadamente 0.06%.

## Instrumentación
El telescopio Spektr-UF / WSO-UV tiene como instrumentos principales:
- La Unidad de espectrógrafos, WUVS, que incluye un Espectrógrafo de Echelle Ultravioleta al Vacío, VUVES (Rusia), un Espectrógrafo de Echelle Ultravioleta (UVES), un Espectrógrafo de Rendija Larga, LSS (Rusia) y un Espectrógrafo UV para la observación de exoplanetas similares a la Tierra, UVSPEX (Japón).
- La unidad de cámara de campo (FCU), que incluye un canal FUV (Rusia, España) y un canal UVO (Rusia).[6]
- (Propuesto) El coronógrafo estelar para imágenes directas de exoplanetas, SCODI (Japón).

La instrumentación Spektr-UF / WSO-UV está diseñada para proporcionar:
- Observaciones espectroscópicas en el rango de 115-315 nm con una dispersión de 50,000.
- Espectroscopía de rendija larga con dispersión espectral de 1,000.
- Imágenes de objetos astronómicos con alta resolución (hasta 0.1 segundos de arco en el rango de 115-176 nm) e imágenes de campo amplio en el rango de 174-600 nm.

Los sensores de guía fina se encuentran en un círculo de radio proyectado de 24,25 minutos de arco alrededor del eje óptico T-170M. Las ranuras de entrada WUVS se encuentran entre ellas, para garantizar una guía precisa durante las largas observaciones espectroscópicas previstas. La FCU recoge el haz de luz del eje del telescopio.

## Objetivos científicos
Spektr-UF / WSO-UV es un observatorio multipropósito. Proporcionará observaciones que son de importancia excepcional para el estudio de muchos problemas astrofísicos.
La misión tiene cuatro objetivos científicos clave:
- La determinación del contenido bariónico difuso en el Universo y su evolución química.
- El estudio de la formación y evolución de la Vía Láctea.
- El estudio de la física de la acumulación y los flujos de salida.
- La observación de atmósferas planetarias extrasolares y su astroquímica en presencia de fuertes campos de radiación UV.

Por lo tanto, los principales objetivos científicos del proyecto "Spektr-UF / WSO-UV" son:
- La exploración de la evolución del Universo (incluido el estudio de su reionización y evolución química, y la búsqueda de materia bariónica difusa oculta en el universo).
- La exploración de la naturaleza de los procesos activos en las estrellas.
- El estudio de estrellas como el Sol y la evolución temprana de sus discos protoplanetarios.
- La exploración de la composición química de las atmósferas planetarias en el Sistema Solar y más allá.

La alta resolución proporcionada por el espectrógrafo Spektr-UF / WSO-UV en R = 50000, así como su capacidad para evaluar el espectro de objetos cuasi estelares (QSO) a baja resolución (R = 1000) harán de esta misión una herramienta muy eficaz para el estudio de la historia del enriquecimiento de metales del contenido del Universo en desplazamientos al rojo de menos de z aprox. 2 (ésta z contiene la mayor parte del volumen del Universo y el 80% del tiempo cósmico).
Encontrar las fuentes del enriquecimiento básico del material primario del cual se extrae la formación estelar actual es un problema multifacético en el que el Medio Inter Galáctico (IGM) juega un papel fundamental, y solo se han realizado estudios limitados para aclarar la naturaleza de la metalicidad de la IGM en esos desplazamientos al rojo. La alta resolución de los espectrógrafos Spektr-UF / WSO-UV permitirá explorar el rango completo del gas ionizado y neutro de z = 2.
De manera similar a los QSO, las enanas blancas pueden actuar como fuentes de fondo para el estudio del medio interestelar local (LISM). Una comparación de la relación LISM Deuterio / Hidrógeno (D / H) con las observaciones D / H en nubes alfa de Lyman pobres en metales hacia QSO de alto desplazamiento al rojo proporciona una restricción poderosa en los modelos de evolución química galáctica. La misión Spektr-UF / WSO-UV contribuirá midiendo la relación D / H dentro del LISM, definiendo su variación y mapeando la estructura 3D del LISM y determinando su composición y estado de ionización.
Otro campo donde la Spektr-UF / WSO-UV hará contribuciones importantes será en la definición de la historia evolutiva de las enanas blancas calientes a través del modelado detallado de su composición y estructura fotosférica, y el estudio de los patrones de material circunestelar que rodean a las enanas blancas y sus interacción con el ISM. Comprender los efectos de la pérdida de masa en forma de vientos débiles, la expulsión de material al ISM local y la acumulación directa de material desde el ISM es un área de estudio esencial y la misión WSO-UV permitirá abordar estos problemas simultáneamente a través de Su alta resolución y modos de operación fáciles que permitirán la adquisición de datos en una muestra muy significativa de unas 300 enanas blancas.
Otro tema clave donde el papel de Spektr-UF / WSO-UV será importante es la física de la acumulación que se aplica a la formación del Sistema Solar, algunas nebulosas planetarias (bipolares), variables cataclísmicas, microcuásares, galaxias Seyfert y cuásares. Aquí se emite una gran cantidad de radiación secundaria (o reprocesada) en forma de fotones UV a medida que el plasma se calienta a 105 K, y la alta resolución y sensibilidad de la misión WSO-UV proporcionará información valiosa en esta campo.